# Tomorrow Comes Today
Tomorrow Comes Today – pierwszy minialbum (EP) zespołu Gorillaz wydany w listopadzie 2000 roku. Wszystkie utwory, z wyjątkiem „12D3”, znalazły się na ich debiutanckim albumie Gorillaz (26 marca 2001). „12D3” można znaleźć w zbiorze B-Side'ów wydanym pod nazwą G-Sides (11 marca 2002).

## Lista utworów
- CD digipak CDR6545, 12" 12R6545

1. „Tomorrow Comes Today” – 3:12
2. „Rock the House” – 4:09
3. „Latin Simone” – 3:36
4. „12D3” – 3:12
5. „Tomorrow Comes Today” (wideo)